# Fondation Federico Zeri
La Fondation Federico Zeri ou plus simplement Fondation Zeri (en italien, Fondazione Federico Zeri) est  un centre de recherche et de formation spécialisé  dans l'Histoire de l'Art, institué en 1999 sur le legs de l'historien de l'art Federico Zeri à la ville de Bologne en Italie intégrée dans son université soutenue pour le budget de son fonctionnement  par de grands mécènes italiens.
L'ensemble de sa bibliothèque de 46 000 volumes, ses 37 000 catalogues recensant les œuvres d'art et leurs auteurs comprend également plus de 290 000 photographies qu'il a relevés durant sa vie ainsi que 400 épigraphes romains et qu'il avait rassemblés dans sa villa de Mentana qu'il légua à la ville de Bologne également avec son jardin de 10 hectares.
Le site web de la fondation permet une recherche en ligne sur tous les artistes de la peinture italienne du XIIIe au XVe siècle  qu'il a recensés ainsi que la liste de leurs œuvres reconnues ou attribuées permettant de visualiser quelque 150 000 images de peintures et de sculptures associées aux fiches.
De nombreux collèges scientifiques italiens y participent (musées du Vatican, fondation Roberto Longhi, universités de Rome, de Florence, de Naples, Urbino, Trente...), comme les internationaux, du Metropolitan Museum of Art au musée du Louvre en passant par l'Académie française.